# 坪田村
坪田村（つぼたむら）とは、東京都三宅支庁管内にかつて存在した村である。現在の三宅村坪田にあたり、三宅村役場、三池港が所在する三宅島の中心地である。

## 地理
- 現在の三宅村の南東部に位置する。
- 村は太平洋に面している。

## 歴史

### 沿革
- 1923年（大正12年）10月1日 - 伊豆諸島への島嶼町村制の施行に伴い、坪田村が単独で村制施行し坪田村が発足。大島島庁管轄。
- 1926年（大正15年） - 大島島庁が島庁廃止に伴い大島支庁に改組。
- 1940年（昭和15年）4月1日 - 伊豆諸島の島嶼町村制が普通町村制に移行。
- 1943年（昭和18年） - 三宅支庁管轄に変更。
- 1956年（昭和31年）2月1日 - 坪田村は三宅村、阿古村とともに合併し、三宅村が発足。同日坪田村廃止。

変遷表
| 1868年 以前 | 1868年 以前 | 大正12年 10月1日 | 昭和31年 2月1日 | 現在   |
| ----------- | ----------- | ---------------- | --------------- | ------ |
|             | 坪田村      | 坪田村           | 三宅村          | 三宅村 |

## 交通

### 海上航路
- 東海汽船

### 港湾
- 三池港